# فورست باري
فورست كوري باري بالإنجليزية : Forrest Corry Parry (ولد في 4 يوليو 1921 – وتوفي 31 ديسمبر 2005) هو مهندس شركة آي بي إم الذي ابتكر بطاقة الشريط الممغنط المُستخدمة في بطاقات الائتمان وشارات الهوية.  
ولد فورست باري في مدينة سيدار بولاية يوتاه لإدوارد باري ومارجريت باري. وقد إلتحق فورست بكلية الزراعة في (BAC) (التي أصبحت الآن جامعة جنوب يوتاه ) في مدينة سيدار قبل دخوله الأكاديمية البحرية الأمريكية في أنابوليس ، ماريلاند، في عام 1942.

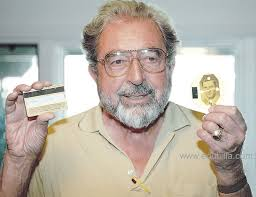
صورة تذكارية لـ فورست باري مخترع الشريط المغناطيسي

وتخرج من الأكاديمية البحرية في يونيو 1945، وعندما بدأت الحرب الكورية في عام 1950 ، عمل باري في حاملة الطائرات يو إس إس ووك كمساعد أول وضابط مراقبة أضرار. وبعد إصابة الحاملة بطوربيد أو لغم عائم أدى ذلك إلى مقتل 26 بحارًا وإصابة 40 شخصًا، تمت بعدها مكافئة باري بنجمة برونزية .

## مساره الوظيفي
بعد مغادرته البحرية الأمريكية في عام 1952 ، ذهب باري للعمل في مختبر لورنس ليفرمور الوطني و تزوج من دوروثيا تيليا، وقاموا بتربية خمسة أطفال. وقد غادر باري مختبر ليفرمور في العام 1954 للعمل لدى شركة داو كيميكال ثم عمل في شركة يونيت وهي شركة تغليف بلاستيكية صغيرة.  
وفي مايو 1957 ، بدأ باري مسيرته المهنية لمدة 30 عامًا مع آي بي إم ، معظمها في مقر آي بي إم في روتشستر ، مينيسوتا .
وأثناء تواجده في آي بي إم ، قام بتطوير الأجهزة والأنظمة الخاصة بالطابعات عالية السرعة وقارئات الحروف الضوئية وأنظمة التحقق من رمز المنتج العالمي (UPC) وقارئ الأحرف البصرية المتقدمة (AOCR) وهي تقنية تقرأ حروف العناوين من رسائل البريد وتعيد طباعتها كرموز شريطية لـ سهولة المراجعة في مكاتب البريد الأصغر التي تحتوي على آلات فرز أبسط وأرخص.
وفي عام 1960 ، أثناء وجود باري في شركة آي بي إم ، ابتكر باري بطاقة الشريط الممغنط لإستخدامها من قبل حكومة الولايات المتحدة.
وكانت لديه فكرة وهي لصق قطع قصيرة من الشريط المغناطيسي على كل بطاقة بلاستيكية، ولكن الغراء شوه الشريط المغناطيسي، مما يجعله غير صالح للإستخدام. وعندما عاد إلى المنزل، كانت زوجة باري دوروثيا تستخدم مكواة مسطحة لكيّ الملابس، وعندما شرح لها عدم قدرته على جعل الشريط «يلتصق» بالبلاستيك بطريقة ناجحة، اقترحت عليه استخدام الحديد لصهر الشريط على البطاقة.ولقد جربها ونجحت الفكرة. فقد كانت حرارة المكواة عالية بما يكفي لربط الشريط بالبطاقة. و يتم الآن استخدام الخطوط الممغنطة على بطاقات الائتمان وبطاقات الخصم وبطاقات الهدايا والبطاقات ذات القيمة المخزنة وبطاقات مفاتيح غرف الفنادق وشارات تعريف الأمان.

## منشورات فورست باري
F. C. Parry ، نشرة آي بي إم الفنية للإفصاح ، «بطاقة الهوية» ، المجلد. 3 ، رقم 6 ، 6 نوفمبر 1960 ، صفحة 8